# Economia Algeriei

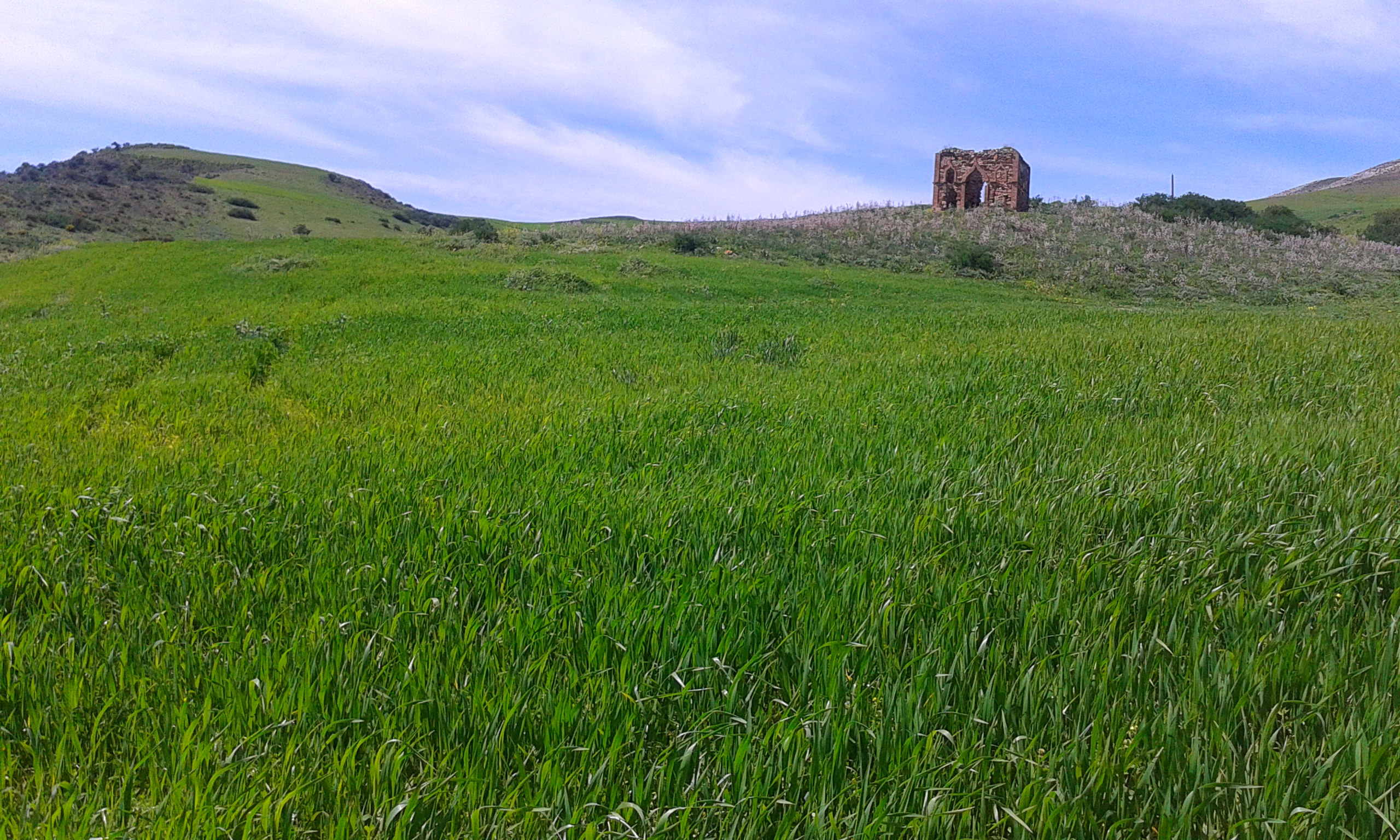
Lanuri de grâu, Guelma, Algeria

Economia Algeriei se bazează pe exporturile de petrol și gaze naturale.